# Helcyra
Helcyra is een geslacht van vlinders uit de familie Nymphalidae. De soorten van dit geslacht komen voor in Zuidoost-Azië en Nieuw-Guinea.

## Soorten
- Helcyra austeni
- Helcyra borneensis
- Helcyra celebensis
- Helcyra chionippe
- Helcyra hemina
- Helcyra kibleri
- Helcyra marginata
- Helcyra masinia
- Helcyra obsoleta
- Helcyra superba
- Helcyra takamukui
- Helcyra thyiada